# كهوف لينفيل
كهوف لينفيل (بالإنجليزية: Linville Caverns)‏؛ هي مجموعة من الكهوف التي تقع في مقاطعة مكداويل في الولايات المتحدة.

## السياحة
تعد «كهوف لينفيل» إحدى مواقع الجذب السياحي في مقاطعة مكداويل في ولاية كارولاينا الشمالية الأمريكية.